# NGC 5701
NGC 5701 é uma galáxia espiral barrada (SB0-a) localizada na direcção da constelação de Virgo. Possui uma declinação de +05° 21' 49" e uma ascensão recta de 14 horas, 39 minutos e 11,1 segundos.
A galáxia NGC 5701 foi descoberta em 29 de Abril de 1786 por William Herschel.